# Torre Grand Bourg
La Torre Grand Bourg es un edificio residencial de estilo academicista francés construido por Eduardo Costantini entre 2003 y 2006, en el barrio porteño de clase alta conocido como Palermo Chico o Grand Bourg. Suscitó en la comunidad de arquitectos una polémica acerca de lo correcto o no de diseñar edificios de estilo clásico (fusionado con racionalismo) en pleno siglo XXI, enfrentando mediante opiniones publicadas por los diarios locales a diversas personalidades de la profesión.

## Historia
A fines del año 2003, cuando comenzaba a gestarse la reactivación económica de la Argentina tras la profunda crisis general que estalló a fines de 2001, el empresario Eduardo Constantini lanzó a través de su compañía inmobiliaria Consultatio el proyecto Grand Bourg. En su momento, anunciando una inversión de US$ 16 millones y un tiempo de construcción de dos años, vislumbró que sería el edificio residencial más costoso de Buenos Aires, a US$ 2800 el metro cuadrado. Serían 21 departamentos, 56 cocheras subterráneas, gimnasio, salón de fiestas y pileta de natación. Las ventas fueron efectivamente exitosas, y en una semana ya estaban adquiridas todas las unidades, mientras el último piso sería habitado por el propio Constantini, quien luego vendió su piso además de participar en la negociación por la venta de casi el 78% de unidades del Edificio que actualmente la pertenecen al Empresario Bodegero Mario Harold Peinado
Dos años más tarde, la torre estaba en su último tramo de construcción, y comenzó la polémica dentro de la comunidad de arquitectos. Luis Grossman, arquitecto editorialista del diario La Nación inició el debate mediático, criticando el anacronismo del diseño afrancesado y preguntándose cómo Constantini, quien había impulsado el MALBA en un diseño contemporáneo de vanguardia, había pasado a preferir estilos del pasado. Calificó al emprendimiento de esquizofrénico, por combinar decoración a la antigua con los últimos adelantos en materia tecnológica, y criticó a los arquitectos proyectistas, Atelman-Fourcade-Tapia, quienes de hecho habían diseñado el MALBA poco tiempo atrás.
Dos semanas después, Grossman publicaba sorprendido que había recibido adhesiones de colegas a su opinión, pero que estas “no alcanzaban a los dedos de las dos manos”, y se preguntó si eso indicaba que era necesario un profundo debate dentro de la comunidad argentina de arquitectos. Mientras tanto, Sergio Kiernan contestaba desde el diario Página/12 con la primera opinión a favor del proyecto Grand Bourg, festejando que la torre era “(...) un pito catalán a la ortodoxia ideológica de la arquitectura moderna”.
En la vereda opuesta, Mario Roberto Álvarez, prestigioso arquitecto y máximo representante de la arquitectura moderna argentina publicaba en el diario Clarín su preocupación por el interés de los usuarios en vivir en un edificio “disfrazado” de antiguo, mientras a la hora de elegir un automóvil o un teléfono celular, suelen apuntar a tener el más avanzado y moderno. Además, criticó a los emprendedores que buscaban seducir a los compradores con estrategias fáciles, como apelar a la ornamentación antigua como supuesto símbolo del prestigio social.
A mediados de febrero de 2006, en el diario La Nación se abrió un debate general, a través de la sección de Arquitectura, las opiniones de arquitectos de relevancia y del correo de lectores. Primero, se publicó una defensa del proyecto realizada por uno de sus autores, Martín Fourcade, mientras se defendió a la Grand Bourg relacionándola con la arquitectura de estilo francés que predominó en Buenos Aires a comienzos del siglo XX y que es en la actualidad un símbolo de la ciudad, mientras se recordó la polémica exactamente opuesta surgida en 1929, cuando Alejandro Bustillo diseñó para la escritora Victoria Ocampo una casa en estilo racionalista en el mismo barrio de Palermo Chico. Sin embargo, el artículo cerraba con una opinión de Fabio Grementieri, especialista en patrimonio, quien caracterizaba a algunos detalles como dignos de Disneylandia, y opinaba que había habido “falta de muñeca” por parte de los autores.
La Nación realizó una encuesta de lectores en su edición digital, cuyos resultados arrojaron que casi el 73% de las opiniones vertidas eran a favor de los edificios de estilo francés, aunque sobre un total de 1047 votos. Dentro de un conjunto de opiniones. el Presidente de la Sociedad Central de Arquitectos Daniel Silberfaden minimizó el supuesto problema del edificio Grand Bourg, explicando que no era su forma de hacer arquitectura, pero aceptaba que otros lo hicieran. Jorge Hampton, del estudio Hampton-Rivoira, se alejó de la crítica al “estilo” para ir contra la ruptura del tejido homogéneo de edificios que había en la avenida Figueroa Alcorta, ya que la torre Grand Bourg era de perímetro libre y dejaba un espacio “lamentable” hasta las medianeras de los edificios vecinos.
En el diario La Nación, las opiniones de arquitectos, desarrolladores inmobiliarios y otros profesionales continuaron a lo largo de las siguientes semanas. Por otra parte, en el diario Clarín el arquitecto Rafael Iglesia publicaba un artículo irónico y ácido anunciando que Felipe el Hermoso se mudaría a la nueva torre, y preguntándose si el edificio tendría instalaciones para sus esclavos y sirvientes, entre otras imágenes, para cerrar comparando el supuesto retroceso de la arquitectura porteña en comparación con la ciudad de São Paulo. Luego, el arquitecto Esteban Bondone le contestó en forma crítica, buscando defender a los jóvenes arquitectos de Atelman-Fourcade-Tapia y denostando el matiz agresivo y violento del artículo de Iglesia.
Hacia abril de 2006, el debate se abrió hacia otras urgencias y temas pendientes en Buenos Aires, como el problema habitacional de la Villa 31 y otros asentamientos precarios. A modo de cierre, en septiembre de ese año, los arquitectos Atelman, Fourcade y Tapia publicaron en Clarín una última opinión a donde justificaban su proyecto y resaltaban que fuera del mundo de los arquitectos, había sido muy bien recibido por la sociedad en general.
Luego del éxito del emprendimiento Grand Bourg, a fines de 2005 otra inmobiliaria lanzó el proyecto de las torres Château Residences, dos rascacielos de más de cien metros de altura también diseñados en estilo academicista francés fusionado con racionalismo. Una fue construida en el barrio porteño de Núñez y la otra en Puerto Madero, pero en estos casos no hubo debate.

## Características
La Torre Grand Bourg fue diseñada por el Estudio Atelman-Fourcade-Tapia (Gastón Atelman, Martín Fourcade y Alfredo Tapia) en 2003, para la desarrolladora inmobiliaria Consultatio de Eduardo Constantini. Los arquitectos ya habían trabajado con el empresario en el proyecto del museo MALBA, cuando resultaron ganadores del concurso de propuestas realizado en 2000.
El edificio se encuentra en un terreno generoso de 4152 m² en el exclusivo barrio de Palermo Chico, con 70 metros de frente sobre la Avenida Figueroa Alcorta y salida por la calle Juez Estrada. La parcela había sido ocupada por el Gimnasio N° 1, que existía allí desde hacía más de 70 años. La Grand Bourg posee subsuelos de cocheras y estacionamiento al aire libre, una planta baja de acceso mediante una galería con arcos perimetrales y un hall revestido en mármoles negro y blanco, catorce pisos residenciales y una mansarda a modo de remate, a donde está el departamento de Constantini, y en el último nivel la sala de máquinas. En total, son 14 viviendas de 260 m² y 7 de piso completo.
Hacia el frente trasero del edificio, en el nivel del primer subsuelo que sale a la superficie, se encuentran el gimnasio y la piscina, sobre los cuales se abre una terraza con escalinatas laterales. Por último, la torre posee un amplio jardín hacia la calle Juez Estrada, forestado con una amplia variedad de árboles